# Граф Монте-Крісто (фільм, 2024)
«Граф Монте-Крісто» (фр. Le Comte de Monte-Cristo) — французький пригодницький драматичний фільм 2024 року, створений на основі роману Александра Дюма «Граф Монте-Крісто» 1844 року. Авторами сценарію та режисерами фільму стали Матьє Делапорт і Александр де Ла Пательєр. Роль Едмона Дантеса виконав П'єр Ніне.
Юний Едмон Дантес планує невдовзі стати капітаном корабля та одружитися зі своєю коханою Мерседес. На жаль, не всі бажають йому щастя. Хлопця несправедливо та необґрунтовано звинувачують у державній зраді. Едмон опиняється у замку Іф на віддаленому острові. Єдиним його співрозмовником впродовж довгих років є абат Фаріа. Абат розповідає йому, де заховані скарби тамплієрів. Після втечі ці скарби допоможуть організувати гідну помсту тим, хто запроторив Едмона у в'язницю.
Світова прем'єра фільму відбулася в рамках позаконкурсної програми Каннського кінофестивалю 2024 року 22 травня 2024 року. Французький прокат фільму розпочався 28 червня 2024 року, дистриб'ютором виступила компанія Pathé.

## Сюжет
У 1815 році матрос Едмон Дантес служить на кораблі, що натрапляє в Середземному морі на уламки судна. Матрос, усупереч наказу капітана Данґлара, рятує жінку Анжель, яка має листа від Наполеона, що перебуває у вигнанні. Капітан Данґлар відбирає в неї листа, а прибувши до Марселя, доповідає про непокору Едмона судновласнику Моррелю. Попри очікування капітана, Моррель звільняє Данґлара за аморальний вчинок, а Едмона призначає капітаном замість нього. Лист Наполеона лишається в Біблії Едмона.
Едмон повертається додому, в Марсель, щоб поділитися новиною зі своєю нареченою Мерседес Еррерою та її двоюрідним братом Фернаном де Морсером. Фернан закоханий у Мерседес, але погоджується бути боярином на їхньому весіллі. У день весілля Едмона зненацька заарештовують і звинувачують у тому, що він прихильник Наполеона: в його Біблії знайшли листа. Едмон наполягає на своїй невинності, тому Вільфор думає звільнити його. Однак з'ясовується, що Едмон знає Анжель (вона сестра Вільфора). Це спонукає Вільфора до побоювань, що новопризначений капітан може викрити його зв'язок з Наполеоном.
Вільфор вступає в змову з Данґларом і Фернаном, щоб ув'язнити Едмона та приховати свою зраду. Анжель вимагає звільнення Едмона і погрожує викрити роман Вільфора з дружиною Данґлара. Щоб змусити її замовкнути, Вільфор доручає Данґлару задушити Анжель. Едмона ж ув'язнюють у замку Іф на острові посеред моря, в одиночній камері.
Одного разу в його камеру пробиває лаз інший в'язень, абат Фаріа. Вони домовляються разом робити підкоп, щоб утекти з замку. Протягом восьми років Фаріа навчає Едмона мовам, науці та культурі. Він розповідає також про величезний скарб тамплієрів, схований на острові Монте-Крісто. Абат — єдиний, хто знає цю таємницю. Він не сподівається дожити до звільнення, але вірить, що Едмон гідно скористається багатством. Та стається обвал і Фаріа гине. Едмон розуміє, що може втекти іншим шляхом. Він ховає тіло абата в своїй камері, а сам ховається в мішку для трупа, який охоронці викидають у море.
Едмон дістається до берега та повертається до Марселя. За час ув'язнення його батько помер через тугу за сином, а Мерседес вийшла заміж за Фернана та переїхала до Парижа. Вдома більше ніхто не чекає на нього. Тоді Едмон, виконуючи вказівки Фаріа, вирушає на острів Монте-Крісто з метою відшукати скарб. Йому вдається знайти приховане підземелля, на дні якого лежать купи золота.
Через рік Едмон повертається до Парижа, називаючи себе графом Монте-Крісто, і планує помсту. Він переодягається священником і розпитує де Анжель. Виявляється, її не вбили, а продали в бордель. Едмон знаходить Анжель невиліковно хворою. Вона розповідає, що має позашлюбного сина від Вільфора — Андре. Вільфор намагався вбити сина, та Анжель врятувала хлопчика, віддавши його в притулок. Едмон бере Андре під свою опіку, перейменовуючи його на принца Андре Кавальканті, і робить його ключовим гравцем у своїх планах.
Граф організовує низку планів проти своїх ворогів. Він інсценує порятунок сина Фернана, Альбера, заслуживши його довіру. Через Альбера граф заново знайомиться з Данґларом і Вільфором, які не впізнають його. Він також возз'єднується з Мерседес, яка розуміє, що перед нею Едмон. Тим часом Едмон використовує Андре, щоб справити гарне враження на Еженію, доньку Данґлара. Крім того він підмовляє Гейді, яку він викупив на Сході з рабства, спокусити Альбера. Гейді має свій мотив помститися Фернану за те, що через нього вона потрапила в неволю.
Поширюючи через газети новини про викрадення флоту Данґлара, що спричинило крах його акцій, Едмон продовжує помсту. Данґлар змушений позичити гроші у графа Монте-Крісто, і лишає свої активи як заставу. Коли викривається неправдивість новин, відбувається суд. Данґлар намагається стягнути з газети гроші. Тоді граф Монте-Крісто залучає Андре, який доводить, що є позашлюбним сином Вільфора, який уникнув смерті. Принижений Вільфор покидає суд, а Данґлар, у якого не лишилося грошей, тікає з Парижа.
Після суду Андре, прагнучи помститися справжньому батькові, вбиває Вільфора, але сам гине під час утечі від правоохоронців. Гейді, спустошена смертю Андре, звинувачує в цьому графа Монте-Крісто. Той вимагає, щоб Гейді зізналася як Вільфор зрадив її батька Алі-пашу з Яніни. Розлючений цим Альбер викликає графа на дуель.
Мерседес благає графа зберегти життя Альберу. Едмон погоджується пощадити Альбера, після чого заохочує його та Гейді шукати щастя разом. Мерседес покидає Фернана, який прагне вбити Едмона, але програє дуель. Граф відмовляється добити Фернана.
Завершивши помсту, Едмон проте більше не знаходить собі місця на батьківщині. Він покидає свій маєток і вирушає у подорож із Гейді. В останньому листі до Мерседес він пише: «Уся людська мудрість міститься в цих двох словах: „Чекай і сподівайся“».

## У ролях
| Актор                | Роль             | Актор українського дубляжу |
| -------------------- | ---------------- | -------------------------- |
| П'єр Ніне            | Едмон Дантес     | Володимир Дантес           |
| Бастьєн Буйон        | Фернан де Морсер | Павло Скороходько          |
| Анаїс Демустьє       | Мерседес Еррера  | Наталія Денисенко          |
| Анамарія Вартоломей  | Гейді            | Анастасія Чубинська        |
| Амайя Дюсельє        | молода Гейді     |                            |
| Лоран Лафітт         | Жерар де Вільфор | Юрій Кудрявець             |
| П'єрфранческо Фавіно | Аббат Фаріа      | Борис Георгієвський        |
| Патрік Мілле         | Данґлар          | Євген Пашин                |
| Вассілі Шнайдер      | Альбер де Морсер | Ярослав Сидоренко          |
| Жюльєн де Сейнт Джин | Андреа           | Руслан Драпалюк            |
| Марі Нарбонне        | Еженія Данґлар   |                            |
| Бернард Бланкан      | Луї Дантес       |                            |

### Український дубляж
Режисер дубляжу — Катерина Трубенок;
Режисер звукозапису — Наталія Литвин та Юрій Антонов;
Перекладач — Руслан Драпалюк;
Мікс — Юрій Антонов.
Ролі дублювали:
- Вікторія / Івон / покоївка — Ірина Ткаленко,
- cвященник — Борис Георгієвський,
- Кадрус / Віктор / комісар — Дмитро Рибалевський,
- Максиміліан — Влад Васицький,
- Моррель, cуддя — Максим Кондратюк,
- Анжель — Катерина Трубенок.

А також: Ілона Бойко, Анастасія Чумаченко, Валерія Антонова, Петро Сова, Едуард Кіхтенко, Роман Солошенко, Валерій Хілобок.

## Виробництво
Авторами сценарію і режисерами фільму виступили Матьє Делапорт і Александр де Ла Пательєр. Продюсерами стали компанії Chapter 2 і Pathé Films.У листопаді 2020 року з'явилася інформація про початок роботи над проєктом. Фільм створено за участю кількох виробничих компаній: M6 Films, Fargo Films, Logical Content Ventures та Umedia.
Серед усіх французьких фільмів, випущених у 2024 році, фільм «Граф Монте-Крісто» відзначився найбільшим бюджетом — 42,9 мільйона євро. Він зібрав 62,4 мільйона доларів США у світовому прокаті, при цьому кількість глядачів у Франції перевищила 7 мільйонів.

### Кастинг
У лютому 2023 року П'єра Ніне обрали на головну роль. У липні 2023 року до фільму долучилися актори Анаїс Демустьє, Лоран Лафітт, Анамарія Вартоломей, Бастьєн Буйон, Патрік Мілле, Вассілі Шнайдер і Жюльєн де Сейнт Джин.

### Зйомки
Зйомки тривали 76 днів, з 24 липня 2023 року по 21 листопада 2023 року. Основна частина зйомок проходила на території Франції: у регіонах Париж, Окситанія та Прованс-Альпи-Лазурний берег, зокрема в Замку Іф.

## Реліз
Світова прем'єра фільму відбулася в межах позаконкурсної програми Каннського кінофестивалю 2024 року 22 травня 2024 року та завершилась 12-хвилинною овацією глядачів.
Фільм випустив у прокат у французьких кінотеатрах 28 червня 2024 року дистриб'ютор Pathé.
В український прокат фільм «Граф Монте-Крісто» вийшов 5 вересня 2024 року. Едмона Дантеса озвучив український співак Володимир Дантес, Мерседес — Наталка Денисенко. За інформацією дистриб'ютора Green Light Films, в перший вікенд касові збори в Україні склали 5 167 391 грн, а кількість проданих квитків сягнула 27 466.

## Оцінка критиків
Згідно з даними Rotten Tomatoes, фільм має 100 % позитивних відгуків критиків на основі 24 рецензій із середньою оцінкою 7,6 бала з 10.
Філ Год в газеті «The Guardian» описав, що темп фільму стрімкий і хоча це дозволяє втиснути події роману в хронометраж, одночасно заважає розкриттю провідних тем: як старих (помста і гординя графа), так і нових (вплив медіа). «Граф Монте-Крісто» реалізується в емоціях персонажів і «шпигунських» сценах у стилі «Місія нездійсненна». Також фізична легкість і врівноваженість П'єра Ніне натякають на вразливість графа Монте-Крісто під численними масками, смертельну психологічну рану, що ніколи не загоїться. За його шикарним східним маєтком і бездоганними манерами ховається киплячий вулкан помсти.
Пітер Дебрюдж пояснив у рецензії для журналу «Variety», що багатство, яке дав Дантесу абат Фаріа — це не винагорода за страждання; це випробування, мета якого показати, що розтрощити світ, який завдав кривди, означає знищити самого себе в процесі. Примітно те, як двоє молодих людей представляють альтернативні шляхи, якими могло піти життя графа: Альберт уособлює кохання, тоді як Андре втілює ненависть. І Дантес придушує своє кохання, майже прирікаючи своїх протеже, Гейді та Андре, розділити його ненависть. Фільм охоплює серйозну тему за три години, залишаючи лише кілька нероз'яснених моментів (як-от доля флоту Данґлара).
Альона Шилова на «Суспільному» похвалила, що команда фільму змогла вдало перенести на екран книгу Дюма з усією епічністю та пристрастю. Одним із ключових елементів фільму відзначалася якісна акторська робота. Фільм чітко окреслює всі непрості взаємини героїв і сюжетні перипетії, що відбуваються насичено й динамічно, показуючи шлях Едмона від світлого юнака до затьмареного помстою дорослого чоловіка.

## Нагороди
11 вересня 2024 року фільм «Граф Монте-Крісто» увійшов до числа чотирьох кінострічок, номінованих Францією для розгляду на здобуття премії «Оскар» у категорії «Найкращий міжнародний художній фільм» на 97-й церемонії вручення нагород.
| Рік  | Нагорода                                   | Категорія                                  | Отримувач                                 | Результат    |        |
| ---- | ------------------------------------------ | ------------------------------------------ | ----------------------------------------- | ------------ | ------ |
| 2024 | Кінофестиваль у Кабурі                     | «Золотий Сван» за найкращий фільм          | Граф Монте-Крісто                         | Перемога     | [ 20 ] |
| 2024 | Міжнародний кінофестиваль «Фантазія»       | «Чорний кінь» за найкращий фільм           | Граф Монте-Крісто                         | Перемога     | [ 21 ] |
| 2024 | Міжнародний кінофестиваль «Фантазія»       | Срібний приз глядацьких симпатій           | Граф Монте-Крісто                         | Перемога     | [ 22 ] |
| 2024 | Міжнародний кінофестиваль Cinéfest Sudbury | Вибір глядацьких симпатій                  | Граф Монте-Крісто                         | Перемога     | [ 23 ] |
| 2024 | Кінофестиваль «Лісове місто»               | Нагорода «Улюбленець фанатів Старого Дуба» | Граф Монте-Крісто                         | Перемога     | [ 24 ] |
| 2025 | Премія «Люм'єр»                            | Найкращий режисер                          | Матьє Делапорт і Александр де Ла Пательєр | Номінація    | [ 25 ] |
| 2025 | Премія «Люм'єр»                            | Найкращий актор                            | П'єр Ніне                                 | Номінація    | [ 25 ] |
| 2025 | Премія «Люм'єр»                            | Найкращий оператор                         | Ніколас Болдук                            | Перемога     | [ 25 ] |
| 2025 | Гоя                                        | Найкращий європейський фільм               | Граф Монте-Крісто                         | В очікуванні | [ 26 ] |